# Фарах-Руд
Фарах-Руд, также Фарахру́д, — река на востоке Иранского нагорья, в западной части Афганистана. Длина реки составляет 580 км, площадь водосборного бассейна — около 33 000 км².
Фарахруд берёт начало в южных отрогах хребта Банди-Баян на высоте около 3500 м. В верхнем и среднем течении дренирует несколько хребтов Среднеафганских гор, в нижнем — пересекает пустынную Систанскую равнину. Впадает в озеро Сабари в системе бессточных озёр Хамун.
Величина годового стока, сформированного в горах, составляет 1,8 км³. Средний расход воды — 60 м³/с. Воды реки частично разбираются на орошение. Для режима характерны весеннее половодье и осенние дождевые паводки. Летом в низовьях река иногда пересыхает.
В долине Фарахруда находится город Фарах, центр одноимённого оазиса.